# Ланге (П'ємонт)

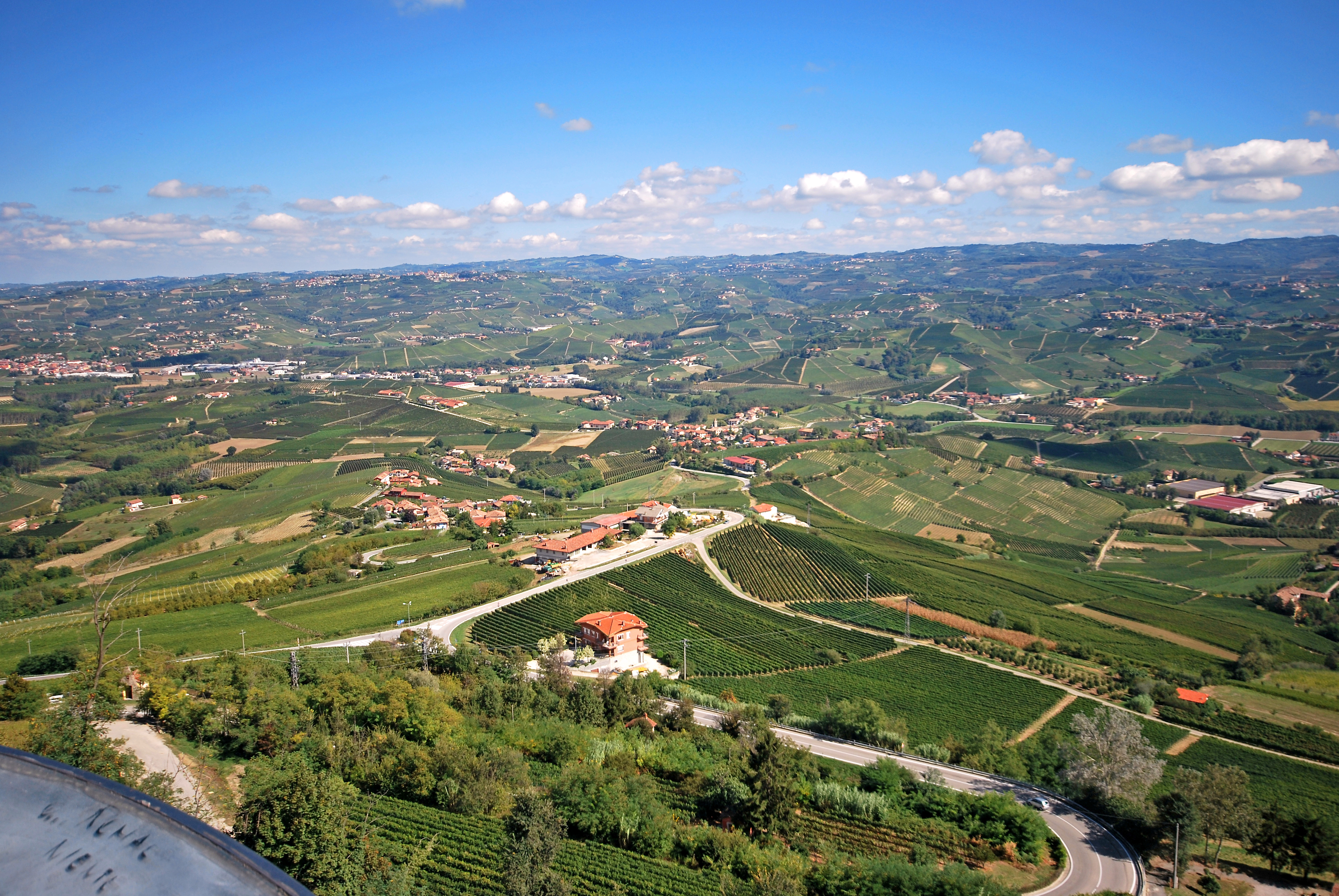
Панорама Ланге

Ланге (італ. Langhe, [ˈlaŋɡe]) — горбиста місцевість на південь та схід від річки Танаро в провінції Кунео та провінції Асті в П'ємонті, на півночі Італії. Назва «Ланге», схоже, має кельтське походження і означає «язики землі», описуючи форму місцевих крутобоких видовжених пагорбів, які проходять паралельно один одному і розділені високими вузькими долинами. 
Ланге знаменита своїми винами (тут виробляють кращі вина П'ємонту — бароло та барбареско), сирами та трюфелями — особливо білими трюфелями Альби. Ця сільська місцевість згадується в працях Беппе Феноліо та Чезаре Павезе, який народився там, у Санто-Стефано-Бельбо.
22 червня 2014 року частина Ланге була внесена до списку Світової спадщини ЮНЕСКО за культурні ландшафти, видатні традиції виноградарства та виноробства, що випливають з давньої історії, і які постійно вдосконалювались та адаптувались до сьогодення. 
Виноградники Ланге є видатним прикладом взаємодії людини з навколишнім природним середовищем. Після тривалого та повільного накопичення виноробного досвіду було проведено якнайкращу адаптацію сортів винограду до земель із певними ґрунтово-кліматичними компонентами, що стало міжнародним еталоном. Виноробний ландшафт також має естетичну красу, роблячи його архетипом європейських виноградників.
В геології лангіський геологічний ярус міоцену названий за регіоном Ланге. 